# Cartabón

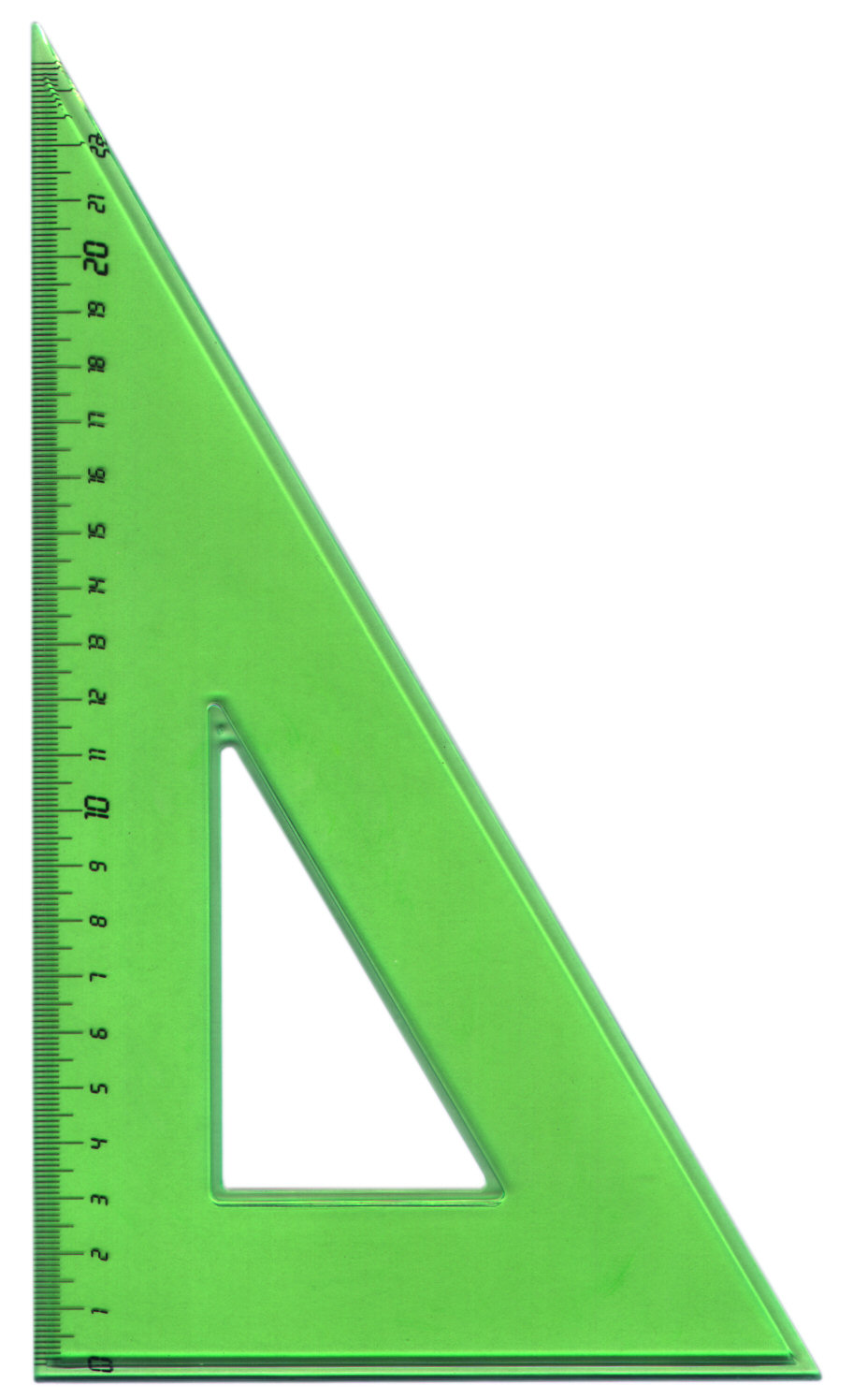
Cartabón

El cartabón (del italiano quartabono o del occitano escartabont) es una plantilla con forma de triángulo rectángulo escaleno que se utiliza en dibujo técnico. Pueden ser de diferentes tamaños y tener una escala gráfica, para usarse como instrumento de medición. Dos cartabones forman un triángulo equilátero, cuyos 3  ángulos tienen 60⁰.  Al dividirlo en dos triángulos  iguales se forman los ángulos de 90°, 60° y 30°. Suele emplearse, junto a una escuadra o una regla, para trazar líneas paralelas, perpendiculares o con ángulos diversos. Puede estar hecho de diferentes materiales, aunque el más común y útil es el de plástico transparente.

## Usos
Podemos emplear el cartabón para:
- Trazar paralelas a cualquier distancia prefijada.
- Trazar líneas perpendiculares.
- Marcar las medidas de los ángulos.
- Obtener las coordenadas polares.
- Localizar rápidamente el punto medio.
- Conseguir la simetría de figuras planas.
- Obtener las medidas de los vectores.
- Obtener ángulos de 30°, 60° y 90°.
- Dibujar triángulos.

## Forma y dimensiones
Un cartabón tiene forma de triángulo rectángulo escaleno, y no tiene ni lados ni ángulos iguales. Si ponemos juntos dos cartabones por su cateto más largo forman un triángulo equilátero, siendo esta propiedad la que determina las medidas de sus lados y ángulos.
La hipotenusa mide el doble que el cateto pequeño.
Sabiendo que:
{\displaystyle c=2b\;}
y por el Teorema de Pitágoras, tenemos que:
{\displaystyle a^{2}+b^{2}=c^{2}\;}
Con lo que tenemos:
{\displaystyle \left.{\begin{array}{l}c=2b\\a^{2}+b^{2}=c^{2}\end{array}}\right\}\;\longrightarrow \quad \left|{\begin{array}{l}a={\sqrt {3}}\cdot b\\c=2\cdot b\end{array}}\right.}
Si tomamos por unidad el cateto pequeño haciendo b = 1, tenemos que la hipotenusa mide 2 y el cateto mayor {\displaystyle {\sqrt {3}}}.
Sabiendo que:
{\displaystyle \left.{\begin{array}{l}A=2B\\C=90^{\circ }\\A+B+C=180^{\circ }\end{array}}\right\}\;\longrightarrow \quad \left|{\begin{array}{l}A=60^{\circ }\\B=30^{\circ }\\C=90^{\circ }\end{array}}\right.}
Su ángulo agudo mayor mide 60°, y el menor 30°.

## Uso del cartabón
Dada la forma del cartabón en la perspectiva isométrica, entre otros usos de dibujo técnico, como podemos ver.
Colocando la regla horizontal el ángulo recto del cartabón permite trazar líneas verticales. El ángulo de 30° permite trazar los ejes del plano horizontal.
Si sobre estos tres ejes ponemos las coordenadas de un punto, trazando las correspondientes paralelas a los ejes, lo podemos situar en el espacio, según la perspectiva isométrica.
|  |  |  |
|  |  |  |

En el caso de la perspectiva militar, el uso del cartabón es parecido al isométrico: el eje z es vertical, el eje x forma un ángulo de 30° con la horizontal, y el eje y es perpendicular al eje x; esto es, forma un ángulo de 60° con la horizontal. Por tanto, coinciden con las características del cartabón, como podemos ver.
Poniendo una regla horizontal podemos trazar el eje vertical empleando el ángulo recto del cartabón; con el vértice de 30° trazamos el eje x, y perpendicular a él, con el vértice de 60°, el eje y.
Situando las coordenadas de un punto sobre los ejes, y trazando las rectas paralelas oportunas, podemos ver la perspectiva del punto según el sistema militar.
|  |  |  |
|  |  |  |

O de forma simétrica:
|  |  |  |
|  |  |  |